# Пакарана
Пакарана, или ложная пака (лат. Dinomys branickii) — вид грызунов, выделяемый в отдельное семейство пакарановых.
Название пакарана — через западно-европейские языки из языков тупи, где оно означает «ложная пака». Dinomys — от др.-греч. δεινός μῦς «ужасная мышь», branickii — по имени А. В. Браницкого.

## Внешний вид
Внешне напоминает очень крупную паку или морскую свинку. Это пятый по величине грызун после капибары, обыкновенного бобра, хохлатого дикобраза и мары, хотя по размерам последней уступает мало и фактически соперничает с ней. Длина тела пакараны 73—79 см, масса 10—15 кг. Телосложение тяжёлое, массивное, с довольно короткими четырёхпалыми конечностями. Стопа широкая; когти длинные, слабо изогнутые, мощные, похожи на когти роющих животных, хотя пакарана таковым не является. Походка стопоходящая. Хвост, по размеру достигающий 1/3 длины тела, полностью покрыт шерстью — от основания до кончика. Голова широкая, с небольшими округлыми ушами, крупными глазами и очень длинными сероватыми вибриссами. Зубов 20.
Волосяной покров грубый, низкий, редкий. Окраска тела чёрная или тёмно-коричневая, брюхо несколько светлее спины. По бокам и вдоль спины проходят ряды белых пятен, иногда на спине сливающихся в широкие белые полосы.
По своему строению пакарана занимает промежуточное положение между свинковыми, паками и хутиями.

## Распространение
Пакарана населяет только тропические леса на западе бассейна Амазонки и прилегающие восточные склоны Анд от Колумбии до западной Боливии. В настоящее время встречается только в шести странах: Боливии, Бразилии, Венесуэле, Колумбии, Перу, Эквадоре.

## Образ жизни
Образ жизни этого редкого зверя изучен слабо. Он населяет нижние части скалистых горных склонов и долины в дождевых лесах на высоте от 200 до 2000 м над уровнем моря. Встречается очень редко. В неволе пакараны ведут себя спокойно, неагрессивно и миролюбиво; в природе медлительны и «флегматичны». Образ жизни преимущественно ночной и наземный, хотя могут лазать по деревьям. Встречаются поодиночке или парами, однако существует предположение, что они могут жить семейными группами. Питаются плодами, листьями, нежными побегами растений; при кормлении, подобно многим грызунам, сидят на корточках, держа пищу передними лапами.
О размножении пакаран известно очень мало. В неволе беременность длится 222—283 дня; в выводке не больше двух детёнышей массой по 900 г. Детёныши рождались в основном в январе-феврале. Сроки молочного вскармливания и половой зрелости неизвестны. Продолжительность жизни — предположительно, более 9 лет.

## Другое
- Некогда диномииды были процветающей группой южноамериканских грызунов, видимо, занимавшей на этом континенте экологическую нишу копытных животных. В это семейство входило 8 родов; самые ранние диномииды относились к олигоцену. В частности, к этому семейству относился самый крупный из известных грызунов — Phoberomys pattersoni, чья масса достигала 700 кг.
- Пакарана впервые была обнаружена в 1872 году во дворе дома маленького перуанского городка. С тех пор этого зверька неоднократно считали вымершим. Пакарана — редкое животное, чьё существование находится под угрозой из-за вырубки лесов и охоты ради мяса.